# Dekanat Wisznice
Dekanat Wisznice – jeden z 25 dekanatów w rzymskokatolickiej diecezji siedleckiej.

## Parafie
W skład dekanatu wchodzi 10 parafii.
- parafia Najświętszego Serca Jezusowego – Horodyszcze
- parafia św. Tomasza Biskupa z Willanowy – Jabłoń
- parafia Narodzenia NMP – Motwica
- parafia Podwyższenia Krzyża Świętego – Podedwórze
- parafia Trójcy Świętej – Paszenki
- parafia św. Jana Ewangelisty – Polubicze Wiejskie
- parafia św. Stanisława – Rossosz
- parafia św. Mikołaja – Rozwadówka
- parafia Przemienienia Pańskiego – Wisznice
- parafia Podwyższenia Krzyża Świętego – Żeszczynka

Według danych zgromadzonych przez Kurię Diecezji Siedleckiej dekanat liczy 13881 wiernych.

## Sąsiednie dekanaty
Biała Podlaska – Południe, Komarówka Podlaska, Parczew, Terespol, Włodawa